# 999년

## 연호
- 북송(北宋) 함평(咸平) 2년
- 요(遼) 통화(統和) 17년
- 일본(日本) 조토쿠(長徳) 5년 / 조호(長保) 원년
- 전 레 왕조(前黎朝) 응티엔(應天) 6년

## 기년
- 북송(北宋) 진종(眞宗) 2년
- 요(遼) 성종(聖宗) 18년
- 고려(高麗) 목종(穆宗) 2년
- 전 레 왕조(前黎朝) 대행제(大行帝) 20년

## 사건
- 10월, 호경에 직접 행차하여 지역민들에게 각종 은전을 베풀었다. 이후에도 수차례 방문하여 제사를 지냈으며 서경을 중시하였다.

## 사망
- 2월 7일 - 보헤미아 공작 경건공 볼레슬라프 2세
- 2월 18일 - 제 138대 로마 교황 그레고리오 5세